# آتسیمو-آتسینانانا
آتسیمو-آتسینانانا (به مالاگاسی: Faritra Atsimo-Atsinanana، به الفبای سورابه: فَرِرَّ اَتِمُ-اَتِنَنَنَ) یکی از ۲۲ منطقه کشور ماداگاسکار است. نام این منطقه در زبان مالاگاسی به معنای «جنوب‌شرقی» می‌باشد.

## ناحیه‌ها
منطقه آتسیمو-آتسینانانا از ۵ ناحیه تشکیل شده‌است:
- بفوتاکا (Distrikan' i Befotaka، دِسطرِکَنِ بِفُطَکَ)
- فارافانگانا (Distrikan' i Farafangana، دِسطرِکَنِ فَرَفَعَنَ)
- میدونگی-آتسیمو (Distrikan' i Midongy-Atsimo، دِسطرِکَنِ مِدُعِ-اَتِمُ)
- وانگائیندرانو (Distrikan' i Vangaindrano، دِسطرِکَنِ وَعَیْرَّنُ)
- ووندروزو (Distrikan' i Vondrozo، دِسطرِکَنِ وُرُّیُ)